# 貝蒂 (阿肯色州)
貝蒂（英語：Beaty）是位於美國阿肯色州本頓縣的一個非建制地區。該地的面積和人口皆未知。

## 地理
貝蒂的座標為36°27′05″N 94°31′31″W / 36.45139°N 94.52528°W，而該地的平均海拔高度為米（即英尺）。